# Ernst Hinterseer
Ernst Hinterseer (* 27. února 1932, Kitzbühel) je bývalý rakouský alpský lyžař.
Na olympijských hrách ve Squaw Valley roku 1960 získal dvě medaile, zlato ve slalomu a bronz v obřím slalomu. V roce 1960 byl Hinterseer zvolen i rakouským sportovcem roku. Hinterseer vyhrál i dva národní tituly: v obřím slalomu v roce 1954 a v kombinaci v roce 1956. Původním povoláním byl truhlář. V roce 1967 ukončil závodní kariéru. Poté se stal trenérem, v letech 1974–76 vedl rakouskou lyžařskou federaci. Jeho synové Ernst, Georg a Hansi se také stali lyžařskými závodníky, Hansi Hinterseer se navíc stal známým zpěvákem žánru šlágr. Vnuk Lukas Hinterseer hrál za rakouský národní fotbalový tým.